# Golemki
Golemki – wieś w Polsce położona w województwie podkarpackim, w powiecie dębickim, w gminie Czarna.
| SIMC    | Nazwa    | Rodzaj    |
| ------- | -------- | --------- |
| 0816300 | Zarzecze | część wsi |

W latach 1975–1998 miejscowość administracyjnie należała do województwa tarnowskiego.